# Solarstone
Solarstone, właściwie Richard Mowatt (ur. 20 października 1972 w Birmingham) – brytyjski DJ i producent muzyczny.

## Życiorys

### Kariera
Projekt muzyczny Solar Stone powstał w 1997 roku w Birmingham. Założyli go Richard Mowatt (znany szerzej pod pseudonimami Young Parisians, Liquid State czy Z2), Andy Bury i Sam Tierney, którzy współpracowali ze sobą od 1994 pod aliasem Space Kittens. Jeszcze tego samego roku Tierney postanowił opuścić grupę z powodu różnic muzycznych, które dzieliły go od reszty projektu. W 2003 i 2004 roku duet współpracował ze Scottem Bondem. Dzięki tej kooperacji powstały trzy single: Third Earth, Naked Angel i Red Line Highway. W 2006 roku projekt opuścił Andy Bury, który pozostawił Mowatta jako jedynego członka.
Z największych sukcesów projektu wymienia się utwory Solarcoaster czy Seven Cities, który osiągnął 39. miejsce w notowaniu Official Charts. Płyta sprzedała się w ponad pół miliona egzemplarzach, będąc wydawana trzy razy. Do dzisiaj uważa się, że produkcja jest jednym z najbardziej znanych przykładów gatunku balearycznego trance'u.
Debiutancki album, AnthologyOne ukazał się w 2006 roku. Mowatt w swoim projekcie skupił się na remiksowaniu twórczości jak i współpracy ze znanymi DJ-ami takimi jak Aly & Fila, Giuseppe Ottavianim czy Paulem Oakenfoldem. W 2012 roku za pośrednictwem holenderskiego wydawnictwa Black Hole Recordings wydaje swój album Pure. Między latami 2017 a 2019 wydaje trzy albumy, które kolejno zatytułował .---- , ..--- i ...--.
W 2012 roku inicjuje ruch Pure Trance, w którym odwołuje się do powrotu gatunku do korzeni i zachowania jego „duszy”. Efektem działań są wydawane coroczne kompilacje promujące utwory, organizowane wydarzenia pod egidą Pure Trance czy nowa audycja radiowa emitowana w ponad 30 stacjach internetowych na całym świecie – Pure Trance Radio.
Od 2014 roku współpracuje z włoskim DJ-em i producentem Giuseppe Ottavianim w projekcie PureNRG. Duet występuje po dziś dzień. Wydali kilka singli, które prezentują w występach live-act łącząc ją ze swoją własną twórczością.

### Programy radiowe
Początki Solarstone'a z audycjami można doszukać się w programie Deep Blue Radioshow, który współtworzył z Robbim Nelsonem. Pierwszy odcinek ukazał się 19 maja 2005 roku, w którym przedstawiono 30-minutowy mix Woody'ego van Eylena podczas dwugodzinnej audycji. Ostatni odcinek podcastu ukazał się 10 lipca 2008 roku.
Mowatt i Nelson współpracowali również przy produkcji programu radiowego Solaris International. Nadawanie audycji za pośrednictwem stacji internetowych rozpoczęli w 2004 roku. Początkowo program nie cechował się regularnością. Zawierał on mieszankę wywiadów jak i najnowszych propozycji ze świata muzyki trance. Od grudnia 2006 roku formuła programu wykrystalizowała się. Zaczęto nadawać program co tydzień w formie dwugodzinnego podcastu (od 294 odcinka – jedna godzina), w którym zawarto nowe utwory, remiksy jak i klasyczne utwory z gatunku trance. Ostatni odcinek ukazał się 18 sierpnia 2015 roku. Solaris International zostało zastąpione nowym programem – Pure Trance Radio, które nie zmieniły formuły z poprzedniczki.
9 sierpnia 2017 roku setny odcinek audycji został wyemitowany na żywo ze studia A State of Trance w Amsterdamie.

## Dyskografia

### Albumy studyjne[3]
| Rok wydania | Tytuł              | Wydawnictwo           |
| ----------- | ------------------ | --------------------- |
| 2019        | ...--              | Black Hole Recordings |
| 2018        | ..---              | Black Hole Recordings |
| 2017        | .----              | Black Hole Recordings |
| 2012        | Pure               | Black Hole Recordings |
| 2012        | Touchstone Remixed | Solaris               |
| 2010        | Touchstone         | Solaris               |
| 2009        | RSEmix             | Solaris               |
| 2008        | Rain Stars Eternal | Solaris               |
| 2006        | AnthologyOne       | Solaris               |

### Kompilacje[4]
| Rok wydania | Tytuł                                       | Wydawnictwo           | Adnotacje                                           |
| ----------- | ------------------------------------------- | --------------------- | --------------------------------------------------- |
| 2018        | Solarstone pres. Pure Trance vol. 7         | Black Hole Recordings | Pierwsza CD – Kristina Sky, trzecia CD – Lostly     |
| 2017        | Solarstone pres. Pure Trance vol. 6         | Black Hole Recordings | Pierwsza CD – Robert Nickson, trzecia CD – Factor B |
| 2016        | Solarstone pres. Pure Trance vol. 5         | Black Hole Recordings | Pierwsza CD – Forerunners, trzecia CD – Sneijder    |
| 2015        | Solarstone pres. Pure Trance vol. 4         | Black Hole Recordings | Pierwsza CD – Gai Barone                            |
| 2014        | Solarstone pres. Pure Trance vol. 3         | Black Hole Recordings | Druga CD – Bryan Kearney                            |
| 2014        | Electronic Architecture 3                   | Black Hole Recordings |                                                     |
| 2013        | Solarstone pres. Pure Trance vol. 2         | Black Hole Recordings | Druga CD – Giuseppe Ottaviani                       |
| 2012        | Solarstone pres. Pure Trance                | Black Hole Recordings | Druga CD – Orkidea                                  |
| 2011        | Electronic Architecture 2 (Ambient Edition) | Solaris               |                                                     |
| 2011        | Electronic Architecture 2                   | Solaris               |                                                     |
| 2009        | Electronic Architecture                     | Solaris               |                                                     |
| 2005        | Destinations vol. 1                         | Solaris               |                                                     |
| 2001        | Chilled Out Euphoria                        |                       |                                                     |

### Single
| Rok wydania | Tytuł                        | Adnotacje                                                |
| ----------- | ---------------------------- | -------------------------------------------------------- |
| 2019        | Stay                         |                                                          |
| 2019        | Landmark                     | z Lostly                                                 |
| 2019        | Shield (Part I & II)         |                                                          |
| 2018        | Motif                        |                                                          |
| 2018        | I Want You Here              | ft. Thea Riley                                           |
| 2018        | Thank You                    |                                                          |
| 2018        | Untitled Love                | ft. Rabbii                                               |
| 2017        | Querencia                    | z Indecent Noise                                         |
| 2017        | Choosing His Angels          | ft. Alex Karweit                                         |
| 2017        | Hemispheres                  | z John 00 Fleming                                        |
| 2017        | Slowmotion IV                | z Orkidea                                                |
| 2017        | Leap of Faith                |                                                          |
| 2017        | I Found You                  | ft. Meredith Call                                        |
| 2017        | A State of Mind              |                                                          |
| 2016        | Lifeline                     | z Ferry Tale                                             |
| 2016        | Herald                       |                                                          |
| 2016        | Faling                       | ft. Marcella Woods                                       |
| 2016        | Lost Hearts                  |                                                          |
| 2015        | Fata Morgana                 | z Gai Barone                                             |
| 2015        | Once                         | ft. Iko                                                  |
| 2015        | Shield part I                |                                                          |
| 2015        | Nothing But Chemistry Here   | z samplami z Breaking Bad                                |
| 2014        | 4Ever (Retouch)              |                                                          |
| 2013        | Slowmotion III               | z Orkidea                                                |
| 2013        | Lovers                       | with LemON                                               |
| 2013        | Slowmotion II                | z Orkidea                                                |
| 2013        | Love Theme from Blade Runner |                                                          |
| 2013        | Please                       |                                                          |
| 2013        | Jewel                        | ft. Clare Stagg                                          |
| 2012        | Falcons                      | z Giuseppe Ottaviani                                     |
| 2012        | Fireisland                   | z Aly & Fila                                             |
| 2012        | Pure                         |                                                          |
| 2012        | The Spell                    | ft. Clare Stagg                                          |
| 2011        | Zeitgeist                    | z Orkidea                                                |
| 2011        | Big Wheel                    | Sample z Buffy Sainte-Marie – Little Wheel Spin and Spin |
| 2011        | Is There Anyone Out There?   | ft. Bill McGruddy                                        |
| 2010        | Touchstone                   |                                                          |
| 2010        | Electric Love                | ft. Bill McGruddy                                        |
| 2010        | Slowmotion                   | z Orkidea                                                |
| 2009        | Lunar Rings                  | ft. Essence                                              |
| 2009        | Part of Me                   | ft. Elizabeth Fields                                     |
| 2009        | Later Summer Fields          |                                                          |
| 2008        | Rain Stars Eternal           |                                                          |
| 2008        | Spectrum                     |                                                          |
| 2008        | Hold My Breath               | z Mr. Sam i Andy Duguid                                  |
| 2008        | 4Ever                        |                                                          |
| 2007        | The Calling 2007             |                                                          |
| 2007        | Late Summer Fields           | z Alucard                                                |
| 2006        | Like a Waterfall             | ft. JES                                                  |
| 2006        | Eastern Sea                  |                                                          |
| 2005        | Red Line Highway             | ze Scottem Bondem                                        |
| 2004        | Naked Angel                  | ze Scottem Bondem                                        |
| 2003        | Release/Destination          |                                                          |
| 2003        | Third Earth                  | ze Scottem Bondem                                        |
| 2002        | Solarcoaster/Greenlight      |                                                          |
| 2001        | Speak in Sympathy            | ft. Elizabeth Fields                                     |
| 1999        | Seven Cities                 |                                                          |
| 1998        | The Impressions              |                                                          |
| 1997        | The Calling                  |                                                          |

### Remiksy
| Rok wydania | Tytuł                                                       |
| ----------- | ----------------------------------------------------------- |
| 2019        | Duncan Laurence – Arcade                                    |
| 2018        | Pink Bomb – Indica (Solarstone Pure Mix)                    |
| 2017        | Future Disciple – Jinka Blue (Solarstone Pure Remix)        |
| 2017        | Eco – The Lonely Soldier (Solarstone Pure Remix)            |
| 2017        | Raz Nitzan & Moya Brennan – Find The Sun (Solarstone Remix) |
| 2016        | Gai Barone – Lost in Music                                  |
| 2016        | Markus Schulz – Facedown                                    |
| 2015        | Gai Barone – Mr. Slade                                      |
| 2013        | Armin van Buuren feat. Emma Hewitt – Forever Is Ours        |
| 2012        | Delerium feat. Michael Logen – Days Turn Into Nights        |
| 2009        | Ferry Corsten – Gabriellas Sky                              |
| 2008        | Radiohead – House of Cards                                  |
| 2004        | Sarah McLachlan – World on Fire                             |
| 2004        | Filo and Peri pres. Whirlpool – Under the Sun               |
| 2003        | Conjure One – Center of the Sun                             |
| 2002        | Conjure One – Sleep                                         |
| 2002        | Paul Oakenfold – Southern Sun                               |
| 2001        | Jan Johnston – Silent Words                                 |
| 2001        | Junk Project – Composure                                    |
| 2000        | Cygnus X – Orange Theme                                     |
| 2000        | Planet Perfecto – Bullet in the Gun 2000                    |
| 2000        | Moonman – Galaxia                                           |
| 1999        | Matt Darey – From Russia With Love                          |
| 1998        | Dominion – 11 hours                                         |
| 1997        | Chakra – Home                                               |
| 1997        | Energy 52 – Café Del Mar                                    |